# 珍珠市猶太會堂

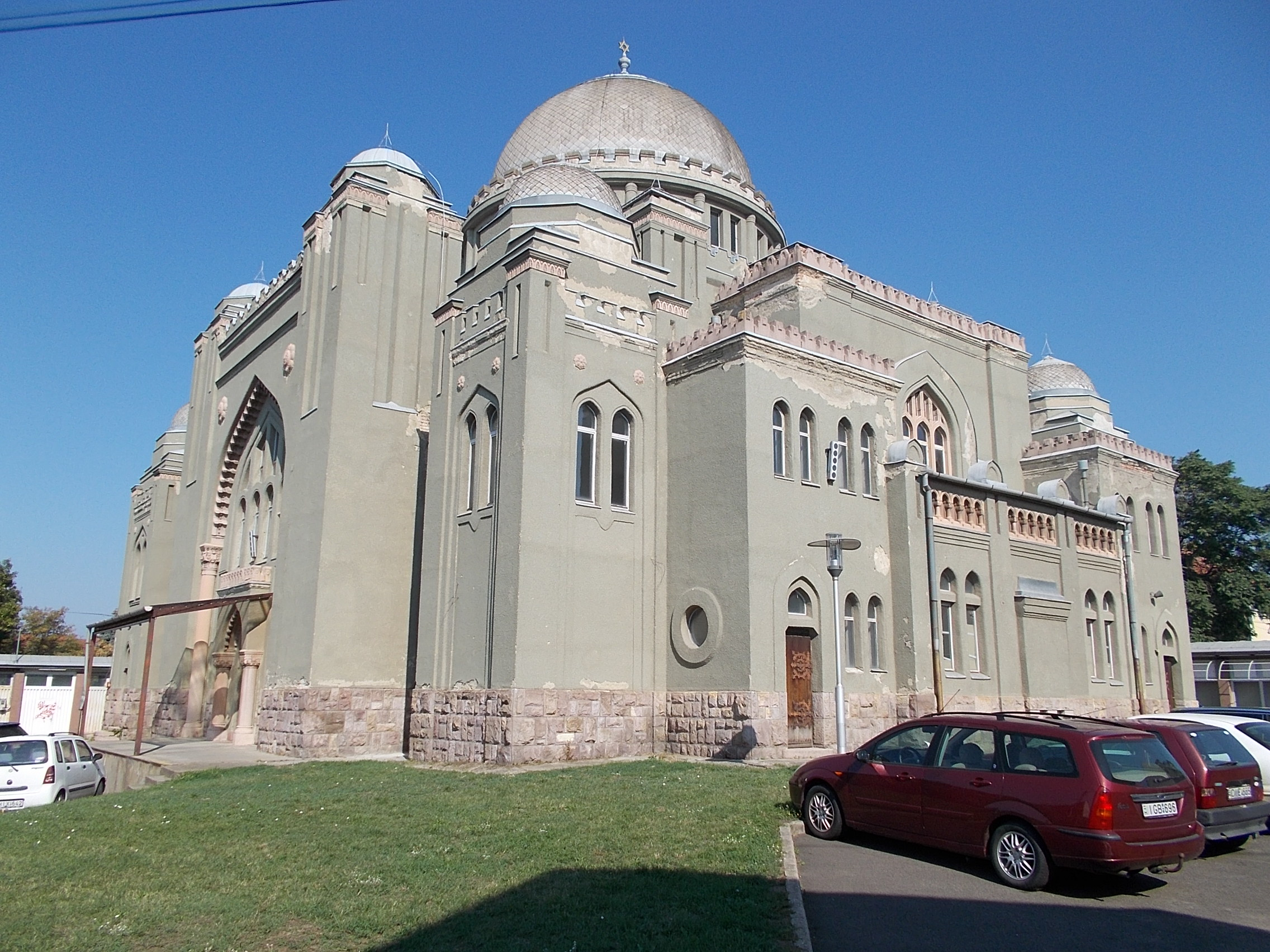

珍珠市猶太會堂（Gyöngyös Synagogue）是匈牙利城市珍珠市的一座猶太會堂，修建於1930年。現在這座猶太會堂已不具宗教功能。